# Vesnice (film)
Vesnice (v anglickém originále The Village) je americký hororový film, natočený roku 2004 režisérem M. Night Shyamalanem. Odehrává se ve vesnici na mýtině uprostřed hlubokého lesa, ve kterém žijí zvláštní bytosti, neboli "ti, o nichž se nemluví".

## Děj
Vše začíná ve vesnici obklopené neprostupným lesem, do něhož je vstup již léta zakázán kvůli tvorům, žijícím v lesích, s nimiž vesničané uzavřeli před lety smlouvu o příměří. Vesničané nevstupují do jejich lesů a tvorové z lesa zas do vesnice. Kvůli tomu je však ves oddělena od města, jenž se nachází daleko za lesem. Lidé zde umírají, protože se sem nemohou dostat léky. Hodně mladých vesničanů žádá vedení vesnice o vstup do lesů. Každá žádost je však zamítnuta. Takhle to probíhá až do okamžiku, než chlapec Lucius Hunt vkročí kousek za zakázanou hranici lesa, kde jej tzv. "ti, o nichž se nemluví" zahlédnou a rozzlobí se. Vkročí do vesnice, pozabíjí všechnu zvěř a vchody do domů označí červenou barvou, jejich symbolem, jež je silně přitahuje. Ve vsi se rozšiřuje strach a nervozita. Mezitím se Lucius Hunt zasnoubí s Ivy Walkerovou, slepou dívkou. Po jejich zasnoubení se však Ivyin kamarád, mentálně postižený Noah, ze zuřivé žárlivosti pokusí Luciuse zabít. Lucius přežije, ale je těžce zraněn a potřebuje neprodleně získat léky. Ivy uprosí svého otce o vstup do lesů. Její otec jí vysvětlí, že ti, o nichž se nemluví, neexistují, a že si je on i ostatní starší vymysleli, jen aby nikdo neopustil vesnici, z důvodu velké kriminality ve městě. Slepá Ivy se tedy vydá do lesa a za ní i Noah, převlečený za toho, o němž se nemluví. Pokusí se Ivy napadnout, ale spadne a zabije se v hluboké jámě. Ivy mezitím dojde do města a získá léky. Po návratu do vesnice však není vyjasněno, zda se Lucius uzdravil, nebo ne.

## Obsazení

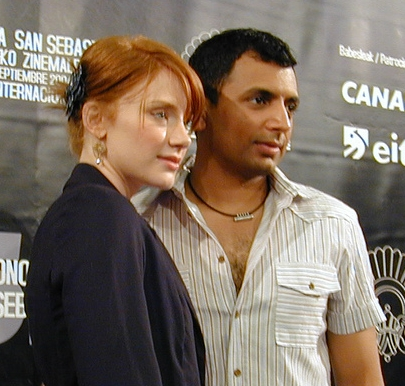
M. Night Shyamalan a Bryce Dallas Howardová při španělské premiéře filmu na festivalu v San Sebastiánu 2006

Poznámka: Režisér Shyamalan se zde, tak jako v dalších svých filmech, objevil v cameo roli.
- Joaquin Phoenix – Lucius Hunt
- Bryce Dallas Howardová – Ivy Elizabeth Walkerová
- Adrien Brody – Noah Percy
- William Hurt – Edward Walker
- Sigourney Weaver – Alice Huntová
- Brendan Gleeson – August Nicholson
- Cherry Jonesová – paní Clacková
- Celia Westonová – Vivian Percyová
- Frank Collison – Victor
- Jayne Atkinson – Tabitha Walkerová
- Judy Greerová – Kitty Walkerová
- Fran Kranz – Christop Crane
- Liz Stauberová – Beatrice
- Michael Pitt – Finton Coin
- Jesse Eisenberg – Jamison
- Charlie Hofheimer – Kevin, mladší strážce
- M. Night Shyamalan – Jay, strážce za stolem